# Ira Eaker
Ira C. Eaker (Field Creek, Texas, 13 april 1896 – Andrews AFB, Maryland, 6 augustus 1987) was een Amerikaans generaal tijdens de Tweede Wereldoorlog. 
Eaker studeerde in Durant aan de Southeastern State College (nu Southeastern Oklahoma State University). In maart 1918 kreeg Eaker een vliegopleiding, waarna hij werd geplaatst in Rockwell Field, Californië. In juli 1919 werd hij overgeplaatst naar Camp Stotsenburg in de Filipijnen. Toen hij in New York werd gestationeerd, ging hij rechten studeren aan de Columbia Universiteit. Enkele jaren later studeerde hij journalistiek aan de Universiteit van Zuid-Californië. Samen met Henry H. Arnold schreef hij drie boeken: This Flying Game (1936), Winged Warfare (1937) en Army Flyer (1942). Latere overplaatsingen betroffen Washington D.C., March Field in Californië, Maxwell Field in Alabama en Fort Leavenworth in Kansas.

## Tweede Wereldoorlog
Van december 1942 tot januari 1944 was hij commandant van de US 8th Air Force (8 AF), die door hem werd opgericht onder de naam VIII Bomber Command en uitgroeide tot de grootste Amerikaanse eenheid die in Europa opereerde. Eaker was een groot voorstander om bombardementen bij daglicht uit te voeren, hetgeen de precisie ten goede kwam. De Engelsen vlogen liever 's nachts omdat ze dat veiliger vonden. In een briefje aan Winston Churchill schreef hij "If the RAF continues night bombing and we bomb by day, we shall bomb them round the clock and the devil shall get no rest". Zelf vloog hij op 17 augustus naar Rouen tijdens het eerste bombardement op de Duitse bezetter in Frankrijk.
Daarna werd hij commandant van de Mediterranian Allied Air Forces tot 15 april 1945.

## Na de oorlog
Eaker werd vicepresident van Hughes Tool Company en Hughes Aircraft van 1947-1957 en daarna van Douglas Aircraft tot 1961. In 1962 begon hij een wekelijkse column over militaire aangelegenheden.  
In 1970 werd Eaker toegevoegd aan de National Aviation Hall of Fame in Dayton, Ohio. Als piloot had hij in dertig jaren ruim 12.000 vlieguren gemaakt. In 1978 werd hij onderscheiden met de Congressional Gold Medal.
In 1985 promoveerde president Reagan hem tot viersterrengeneraal.
Eaker woonde de laatste jaren in Washington. Hij overleed op 91-jarige leeftijd in het Malcolm Crow Medical Center en werd op Arlington begraven.

## Militaire loopbaan
- Second Lieutenant, United States Army: 15 november 1917[1]
- First Lieutenant, United States Army:
- Captain, United States Army:
- Major, United States Army:
- Lieutenant Colonel, United States Army:
- Colonel, United States Army: 1 september 1995
- Brigadier General, United States Army:
- Major General, United States Army:
- Lieutenant General, United States Army: 29 juni 1948[1]
- General, United States Army: 26 april 1985[1]
- Uitdienstgetreden: 29 juni 1948[1]

## Decoraties
- Command pilot
- Air Force Distinguished Service Medal[1]
- Army Distinguished Service Medal met twee oak leaf clusters[1]
- Navy Distinguished Service Medal[1]
- Silver Star[1]
- Legioen van Verdienste[1]
- Distinguished Flying Cross met oak leaf cluster[1]
- Air Medal[1]
- Overwinningsmedaille[1]
- Amerikaanse Defensie Service Medaille[1]
- Amerikaanse Campagne Medaille[1]
- Europa-Afrika-Midden Oosten Campagne Medaille met bronzen sterren[1]
- World War II Victory Medal[1]
- Ridder Commandeur in de Orde van het Britse Rijk
- Ridder Commandeur in de Orde van het Bad[1]
- Kruis van Verdienste met Zwaarden[1]
- Orde van Koetoezov, 2e klasse
- Grootofficier in de Orde van Sint-Mauritius en Sint-Lazarus
- Commandeur in de Orde van de Bevrijder San Martin
- Grootofficier in de Orde van het Zuiderkruis
- Peruviaanse Orde van de Zon
- Orde van Verdienste voor de Luchtmacht
- Officier in de Orde van Verdienste
- Nationale Orde van de Condor van de Andes
- Grootofficier in het Legioen van Eer
- Croix de guerre (Frankrijk) met Palm
- Orde van de Bevrijder
- Partizanenster, 1e klasse
- Congressional Gold Medal in 1978